# 자연염색박물관
자연염색박물관은 대구광역시 동구 소재의 박물관이다.

## 연혁
- 2005년 6월 30일 자연염색박물관 개관진. 국제자연염색 교류전(5개국 참가).
- 2005년 7월 20일 대구시 등록 제3호 자연염색박물관
- 2005년 8월 2일 국제 자연염색 세미나(중화민국 작가 2인 초청)
- 2005년 8월 20일 중화민국 정부 초청 해외작가 초대전, 세미나 및 워크샵 참가
- 2005년 9월 1일 자연염색박물관 대학 교육 실시
- 2005년 10월 7일 짚풀과 생활문화(짚풀의 자연염색 워크샵), 대구과학축전 일환
- 2006년 1월 14일 한-아세아 공예 워크샵(UNESCO) 초청 한국대표로 참가(미얀마)
- 2006년 3월 10일 자연염색박물관 대학 교육 실시(3급, 2급, 1급과정). 재)한국공예문화진흥원 전국공예교실 네트워크 인정 기관으로 교육 실시.
- 2006년 7월 30일 쪽(藍)ㆍ홍화재배와 물들이기 체험교육(대구광역시 박물관 보조금지원사업 보고서). 말레이시아 쿠알러럼프 초대.
- 2006년 5월 ~ 8월 30일 갤러리 페트로나스 전시 출품
- 2006년 8월 28일 ~ 10월 1일 국제자연염색 초대 및 교류전(울산전, 대구전). 사)한일전통천연염색연구협회 자연염색박물관(한국문화예술위원회 지원전시).
- 2006년 9월 26일 ~ 10월 1일 국제자연염색공모전 2006. 사)한일전통천연염색연구협회 자연염색박물관(한국문화예술위원회 지원전시).
- 2006년 9월 6일 ~ 12월 국제자연염색 심포지움(International Natural Dye Symposium) 인도, 하이드라바트(자연염색박물관 김지희관장 발표).
- 2006년 9월 8일 국제자연염색 패션쇼(Hyderabad, India, 김지희 관장 패션쇼 참가)
- 2006년 9월 27일 국제자연염색학술대회 및 워크샵(자연염색박물관). 사)한일전통천연염색연구협회(자연염색박물관 세미나실 및 체험교육관).
- 2006년 10월 20일 ~ 11월 26일 자연염색오감전(자연염색박물관) 국무총리실 복권기금 지원전시
- 2007년 자연염색에 의한 재현색 기획전
- 2008년 한국의 미, 장신구 치레전 (해외전)
- 2009년 대구·경북 5개박물관 복권기금 특별전 : 일하는 한국의 여인을 뵈옵다.
- 2010년 염재식물에 의한 염회 및 채회의 다변화전. 사진과 유물로 만나는 개항 후의 대구·경북 “우예 살았을꼬 우리 할매 할배”.
- 2011년 2010년 지역명예교사 사업 후속 전시.
- 2011년 2월 9일 ~ 2월 26일 한국의 미: 이명자 명장과 함께하는 우리 옷 만들기 전시